# نيكولاس ك. ميلر
نيكولاس ك. ميلر (بالإنجليزية: Nicholas K. Miller)‏ هو لاعب كرة قدم أمريكية أمريكي، ولد في 1959.